# Plagiomimicus media
Plagiomimicus media là một loài bướm đêm trong họ Noctuidae.